# Dioscorea melastomatifolia
Dioscorea melastomatifolia là một loài thực vật có hoa trong họ Dioscoreaceae. Loài này được Uline ex Prain mô tả khoa học đầu tiên năm 1916.